# 27312 Sconantgilbert
27312 Sconantgilbert è un asteroide della fascia principale. Scoperto nel 2000, presenta un'orbita caratterizzata da un semiasse maggiore pari a 2,6110141 au e da un'eccentricità di 0,0730088, inclinata di 7,37364° rispetto all'eclittica.